# Confrontos entre Americano FC e CE Rio Branco no futebol
Os Confrontos entre Americano FC e CE Rio Branco no futebol constituem um clássico do futebol da cidade de Campos dos Goytacazes, situada no Estado do Rio de Janeiro, no Brasil, entre as equipes do Americano Futebol Clube e Clube Esportivo Rio Branco.

## Confrontos entre Americano FC e CE Rio Branco
- Data : Placar _ Competição _ Local

- 12/04/1914	:	Americano	4	x	1	Rio Branco	_	Amistoso	_	Sem registro. (1)
- 1914	:	Americano	1	x	0	Rio Branco	_	Campeonato Campista	_	Sem registro. (1)
- 1915	:	Americano	4	x	1	Rio Branco	_	Campeonato Campista	_	Sem registro. (1)
- 1915	:	Americano	2	x	1	Rio Branco	_	Campeonato Campista	_	Sem registro. (1)
  - Com este resultado, o Americano conquistou o Campeonato Campista de 1915.
- 1916	:	Americano	2	x	1	Rio Branco	_	Campeonato Campista	_	Sem registro. (1)
- 1917	:	Americano	1	x	2	Rio Branco	_	Campeonato Campista	_	Sem registro. (1)
- 1919	:	Americano	6	x	0	Rio Branco	_	Campeonato Campista	_	Sem registro. (1)
- 1919	:	Americano	5	x	0	Rio Branco	_	Campeonato Campista	_	Sem registro. (1)
- 1921	:	Americano	3	x	0	Rio Branco	_	Campeonato Campista	_	Sem registro. (1)
- 1921	:	Americano	3	x	1	Rio Branco	_	Campeonato Campista	_	Sem registro. (1)
- 1922	:	Americano	2	x	2	Rio Branco	_	Campeonato Campista	_	Sem registro. (1)
- 1923	:	Americano	4	x	1	Rio Branco	_	Campeonato Campista	_	Sem registro. (1)
  - Com este resultado, o Americano conquistou o Campeonato Campista de 1923.
- 13/09/1925	:	Americano	1	x	0	Rio Branco	_	Campeonato Campista	_	Sem registro. (2)
  - Esta partida não chegou ao fim, devido conflito generalizado, após ser marcado um pênalti contra o Rio Branco.
- 15/11/1925	:	Americano	5	x	1	Rio Branco	_	Campeonato Campista	_	Sem registro. (2)
- 1928	:	Americano	3	x	3	Rio Branco	_	Campeonato Campista	_	Sem registro. (1)
- 11/11/1928	:	Americano	1	x	2	Rio Branco	_	Campeonato Campista	_	Sem registro. (2)
- 1929	:	Americano	2	x	3	Rio Branco	_	Campeonato Campista	_	Sem registro. (1)
- 1929	:	Americano	1	x	2	Rio Branco	_	Campeonato Campista	_	Sem registro. (1)
  - Com este resultado, o Rio Branco conquistou o Campeonato Campista de 1929.
- 1930	:	Americano	2	x	2	Rio Branco	_	Campeonato Campista	_	Sem registro. (1)
- 1930	:	Americano	1	x	1	Rio Branco	_	Campeonato Campista	_	Sem registro. (1)
  - Com este resultado, o Americano conquistou o Campeonato Campista de 1930.
- 27/12/1931	:	Americano	0	x	1	Rio Branco	_	Campeonato Campista	_	Sem registro. (2)
- 24/01/1932	:	Americano	0	x	1	Rio Branco	_	Campeonato Campista	_	Av. Sete de Setembro. (2)
  - Rio Branco: Castro; Jobel e 27; Aleimaco, Alcides e Andretti; Nodg, Álvaro, Nelson, Gazeta e Laert.
  - Americano: Nagib; Soda e Hélio; Gil, Alicio e Godo; Saulo(Terra), Martins(Lula), Poly, Nero e Dimas.
  - Gol: Nodg.
  - Juiz: Virgílio Fredrighi.
  - Com este resultado, o Rio Branco conquistou o Campeonato Campista de 1931.
- 15/10/1933	:	Americano	0	x	1	Rio Branco	_	Campeonato Campista	_	Av. Sete de Setembro. (2)
- 13/05/1934	:	Americano	3	x	1	Rio Branco	_	Campeonato Campista	_	Rua São Bento. (2)
- 22/08/1934	:	Americano	6	x	3	Rio Branco	_	Campeonato Campista	_	Rua São Bento. (2)
- 1935	:	Americano	2	x	2	Rio Branco	_	Campeonato Campista	_	Sem registro. (1)
- 01/12/1935	:	Americano	2	x	1	Rio Branco	_	Campeonato Campista	_	Av. Sete de Setembro. (2)
  - Rio Branco: Alvarenga; Sady e 27; Ramos, Alcides e Andretti; Benedicto, Vivi, Peixoto, Biar e Braga.
  - Americano: Nagib; Alfredo e Degas; Amor, Jorge e Alício; Waldyr, Poly, Gloria, Cid e Pery.
  - Gols: Bira, Poly e Pery.
- 18/10/1936	:	Americano	4	x	0	Rio Branco	_	Campeonato Campista	_	Rua São Bento. (2)
- 20/09/1937	:	Americano	1	x	2	Rio Branco	_	Campeonato Campista	_	Sem registro. (2)
- 11/11/1938	:	Americano	1	x	2	Rio Branco	_	Campeonato Campista	_	Sem registro. (2)
- 1939	:	Americano	1	x	0	Rio Branco	_	Campeonato Campista	_	Sem registro. (1)
- 1939	:	Americano	2	x	1	Rio Branco	_	Campeonato Campista	_	Sem registro. (1)
- 24/11/1940	:	Americano	2	x	3	Rio Branco	_	Campeonato Campista	_	Rua São Bento. (2)
- 04/07/1941	:	Americano	0	x	1	Rio Branco	_	Campeonato Campista	_	Sem registro. (2)
- 24/05/1942	:	Americano	1	x	1	Rio Branco	_	Campeonato Campista	_	Av. Sete de Setembro. (2)
  - Americano: Miro; Siqueira e Eduardo; Muniz, Cricri e Hélio; Galba, Waldyr Lima, Boneco, Dirceu e Wandick.
  - Rio Branco: Castro II; Sadi e Farraioli; Matraca, Alcides e Zezé; Chocolate, Celmo, Bueno, Xuxú e Fernando.
  - Gols: Dirceu e Alcides.
  - Juiz: Dulcínio Cunha.
- 09/08/1942	:	Americano	4	x	1	Rio Branco	_	Campeonato Campista	_	Sem registro. (2)
- 11/08/1944	:	Americano	5	x	2	Rio Branco	_	Campeonato Campista	_	Av. Sete de Setembro. (2)
- 02/09/1945	:	Americano	1	x	3	Rio Branco	_	Campeonato Campista	_	Sem registro. (2)
- 01/09/1946	:	Americano	1	x	0	Rio Branco	_	Campeonato Campista	_	Sem registro. (2)
- 1947	:	Americano	2	x	3	Rio Branco	_	Campeonato Campista	_	Sem registro. (1)
- 1947	:	Americano	1	x	0	Rio Branco	_	Campeonato Campista	_	Sem registro. (1)
- 05/07/1947	:	Americano	3	x	1	Rio Branco	_	Campeonato Campista	_	Sem registro. (2)
- 16/11/1947	:	Americano	2	x	3	Rio Branco	_	Campeonato Campista	_	Sem registro. (2)
- 1947	:	Americano	2	x	0	Rio Branco	_	Campeonato Campista	_	Sem registro. (1)
  - Com este resultado, o Americano conquistou o Campeonato Campista de 1947.
- 1949	:	Americano	0	x	1	Rio Branco	_	Campeonato Campista	_	Sem registro. (1)
- 16/10/1949	:	Americano	3	x	0	Rio Branco	_	Campeonato Campista	_	Sem registro. (2)
- 20/08/1950	:	Americano	4	x	1	Rio Branco	_	Campeonato Campista	_	Sem registro. (2)
- 10/12/1950	:	Americano	1	x	0	Rio Branco	_	Campeonato Campista	_	Sem registro. (2)
- 13/03/1951	:	Americano	2	x	0	Rio Branco	_	Campeonato Campista	_	Sem registro. (2)
- 03/06/1951	:	Americano	1	x	3	Rio Branco	_	Torneio Preparatório	_	Sem registro. (2)
- 12/08/1951	:	Americano	2	x	0	Rio Branco	_	Campeonato Campista	_	Sem registro. (2)
- 09/03/1952	:	Americano	2	x	2	Rio Branco	_	Amistoso	_	Sem registro. (2)
- 21/12/1952	:	Americano	2	x	1	Rio Branco	_	Campeonato Campista	_	Sem registro. (2)
- 1954	:	Americano	0	x	2	Rio Branco	_	Campeonato Campista	_	Sem registro. (1)
- 15/08/1954	:	Americano	3	x	0	Rio Branco	_	Campeonato Campista	_	Sem registro. (2)
- 15/05/1955	:	Americano	0	x	0	Rio Branco	_	Campeonato Campista	_	Godofredo Cruz. (2)
- 08/07/1956	:	Americano	1	x	4	Rio Branco	_	Campeonato Campista	_	Godofredo Cruz. (2)
- 31/10/1956	:	Americano	1	x	1	Rio Branco	_	Campeonato Campista	_	Sem registro. (2)
- 22/09/1957	:	Americano	0	x	1	Rio Branco	_	Campeonato Campista	_	Sem registro. (2)
- 1958	:	Americano	2	x	0	Rio Branco	_	Campeonato Campista	_	Sem registro. (1)
- 1958	:	Americano	1	x	2	Rio Branco	_	Campeonato Campista	_	Sem registro. (1)
- 14/05/1958	:	Americano	2	x	2	Rio Branco	_	Campeonato Campista	_	Sem registro. (2)
- 16/08/1958	:	Americano	3	x	1	Rio Branco	_	Campeonato Campista	_	Sem registro. (2)
- 28/12/1958	:	Americano	1	x	1	Rio Branco	_	Campeonato Campista	_	Sem registro. (2)
- 12/06/1960	:	Americano	1	x	1	Rio Branco	_	Campeonato Campista	_	Sem registro. (2)
- 1961	:	Americano	1	x	2	Rio Branco	_	Campeonato Campista	_	Sem registro. (1)
- 1961	:	Americano	0	x	1	Rio Branco	_	Campeonato Campista	_	Sem registro. (1)
- 18/06/1961	:	Americano	0	x	0	Rio Branco	_	Campeonato Campista	_	Sem registro. (2)
- 1962	:	Americano	1	x	4	Rio Branco	_	Campeonato Campista	_	Sem registro. (1)
- 1962	:	Americano	2	x	2	Rio Branco	_	Campeonato Campista	_	Sem registro. (1)
- 11/03/1962	:	Americano	3	x	1	Rio Branco	_	Campeonato Campista	_	Sem registro. (2)
- 11/08/1963	:	Americano	0	x	1	Rio Branco	_	Campeonato Campista	_	Sem registro. (2)
- 1964	:	Americano	1	x	2	Rio Branco	_	Campeonato Campista	_	Sem registro. (1)
- 1964	:	Americano	2	x	1	Rio Branco	_	Campeonato Campista	_	Sem registro. (1)
- 1965	:	Americano	1	x	1	Rio Branco	_	Campeonato Campista	_	Sem registro. (1)
- 1965	:	Americano	0	x	1	Rio Branco	_	Campeonato Campista	_	Sem registro. (1)
- 04/11/1965	:	Americano	3	x	2	Rio Branco	_	Campeonato Campista	_	Sem registro. (2)
- 1965	:	Americano	2	x	0	Rio Branco	_	Campeonato Campista	_	Sem registro. (1)
  - Com este resultado, o Americano conquistou o Campeonato Campista de 1965.
- 1967	:	Americano	4	x	1	Rio Branco	_	Campeonato Campista	_	Sem registro. (1)
- 1967	:	Americano	4	x	1	Rio Branco	_	Campeonato Campista	_	Sem registro. (1)
- 1968	:	Americano	1	x	3	Rio Branco	_	Campeonato Campista	_	Sem registro. (1)
- 1968	:	Americano	1	x	0	Rio Branco	_	Campeonato Campista	_	Sem registro. (1)
- 1968	:	Americano	1	x	3	Rio Branco	_	Campeonato Campista	_	Sem registro. (1)
- 1968	:	Americano	2	x	2	Rio Branco	_	Campeonato Campista	_	Sem registro. (1)
- 1968	:	Americano	3	x	2	Rio Branco	_	Campeonato Campista	_	Sem registro. (1)
- 28/01/1969	:	Americano	2	x	0	Rio Branco	_	Campeonato Campista	_	Sem registro. (2)
  - Com este resultado, o Americano conquistou o Campeonato Campista de 1968.
- 1969	:	Americano	5	x	3	Rio Branco	_	Campeonato Campista	_	Sem registro. (1)
- 22/09/1969	:	Americano	5	x	1	Rio Branco	_	Campeonato Campista	_	Sem registro. (2)
- 1970	:	Americano	3	x	0	Rio Branco	_	Campeonato Campista	_	Sem registro. (1)
- 1970	:	Americano	0	x	1	Rio Branco	_	Campeonato Campista	_	Sem registro. (1)
- 26/01/1971	:	Americano	0	x	0	Rio Branco	_	Taça Cidade de Campos	_	Godofredo Cruz. (2)
  - Americano: Haroldo; Zé Henriques, Marindo e Joaquim; Adalberto e Waltinho; Osmar(Cidinho), Messias, Gilberto(Carlinhos) e Paraense.
  - Rio Branco: Joelçon; Ademir, Didiu, Expedido e Gavião; Figueiredo(Carijó) e Carlos José; Arnaldo, Pedro, Tuquinha e Djair(Eumair).
  - Juiz: Nelson Soares Filho.
  - Renda: Cr$ 1.935,00.
  - Público:  1.120 pagantes.
- 16/02/1971: Americano 1 x 0 RioBranco _ Taça Cidade de Campos _ Ary de Oliveira e Souza. (2)
  - Americano: Haroldo; Cachola, Zé Henriques, Marlindo e Joaquim; Adalberto(Waltinho) e César; Cidinho, Luís Carlos, Messias e Pinho(Paraense).
  - Rio Branco: Joelçon; Ademir. Didiu, Expedito e Gavião; Figueiredo e Carlos José, Eumair(Dejair), Pedro, Tuquinha e Sapucaia.
  - Gol: Messias.
  - Juiz: Nelson Soares Filho.
  - Renda: Cr$ 4.069,00
  - Público: 2.306 pagantes.
- 1971	:	Americano	1	x	0	Rio Branco	_	Campeonato Campista	_	Sem registro. (1)
- 10/04/1971	:	Americano	3	x	1	Rio Branco	_	Campeonato Fluminense	_	Godofredo Cruz. (2)
- 15/05/1971	:	Americano	2	x	1	Rio Branco	_	Campeonato Fluminense	_	Godofredo Cruz. (2)
- 15/09/1971	:	Americano	2	x	1	Rio Branco	_	Campeonato Campista	_	Sem registro. (2)
  - Americano: Haroldo; Cachola, Zé Henriques, Marlindo e Joaquim; Adalberto(Waltinho) e César(Dudu); Chico, Luís Cralos, Messias e Paulo Roberto.
  - Rio Branco: Joelson; Edalmo, Expedito, Edinho e Gavião; Figueiredo e Carlos José(Ademir); Paulinho Sapucaia, Pedro, Tuquinha e Naldo.
  - Gols: Tuquinha, Luís Carlos e Chico.
  - Juiz: Nelson Soares Filho.
  - Renda: Cr$ 3.006,00.
- 1971	:	Americano	1	x	0	Rio Branco	_	Campeonato Campista	_	Sem registro. (1)
- 1972	:	Americano	1	x	1	Rio Branco	_	Campeonato Campista	_	Sem registro. (1)
- 1972	:	Americano	2	x	1	Rio Branco	_	Campeonato Campista	_	Sem registro. (1)
- 1972	:	Americano	1	x	1	Rio Branco	_	Campeonato Campista	_	Sem registro. (1)
- 1972	:	Americano	1	x	1	Rio Branco	_	Taça Cidade de Campos	_	Sem registro. (1)
- 03/03/1972: Americano 2 x 3 Rio Branco _ Taça Cidade de Campos _ Ary de Oliveira e Souza. (2)
  - Rio Branco: Joélçon; Ademir, Edalmo, Expedito e Gavião; Figueiredo e Carlos José; Paulinho, Tuquinha, Pedro e Naldo.
  - Americano: Zé Amaro; Cachola, Zé Henriques, Marlindo e Joaquim; Adalberto e Dudu; Chico, Luis Carlos, Messias e Paulo Roberto.
  - Gols: Messias, Pedro, Tuquinha, Messias e Naldo.
  - Juiz: Orlando Almeida Nqgueira.
  - Renda: Cr$ 4.064,00.
  - Público: 1.744 pagantes.
- 04/04/1972	:	Americano	2	x	2	Rio Branco	_	Taça Cidade de Campos	_	Ary de Oliveira e Souza. (2)
  - Americano: Zé Amaro; Cachola, Marlindo, Caju e Joaquim; Altamir e Dudu; Lula(Messias), Luís Carlos, Chico e Paulo Roberto.
  - Rio Branco: Joelçon, Ademir, Edalmo, Expedito e Fernando Gavião; Figueiredo e Carlos José; Paulinho Sapucaia(Arnaldo), Pedro, Tuquinha e Naldo.
  - Gols: Paulo Roberto, Expedito, Chico e Arnaldo.
  - Juiz: Francisco Cespon.
  - Renda: Cr$ 8.419,00.
  - Público: 3.037 pagantes.
- 07/04/1972: Americano 2 x 1 Rio Branco _ Taça Cidade de Campos _ Ary de Oliveira e Souza.(2)
  - Americano: Zé Amaro; Cachola, Marlindo, Caju(Zé Henrique), Joaquim; Altamir e Adalberto; Cidinho(Messias), Chico, Luís Carlos e Paulo Roberto.
  - Rio Branco: Joélson; Admir, Edalmo, Expedito e Gavião; Figueiredo e Carlos José, Paulinho Sapucaia, Pedro(Edinho), Tuquinha e Naldo.
  - Gols: Tuquinha, Paulo Roberto(2) e Chico.
  - Juiz: Orlando Almeida Nogueira.
  - Renda: Cr$ 13.216,00.
  - Público: 3.742 pagantes.
  - Com este resultado, o Americano conquistou a Taça Cidade de Campos de 1972.
- 27/08/1972	:	Americano	2	x	0	Rio Branco	_	Campeonato Fluminense _ Ary de Oliveira e Souza. (2)
- 19/09/1972	:	Americano	0	x	0	Rio Branco _	Campeonato Campista	_ Sem registro. (2)
- 22/09/1972	:	Americano	1	x	1	Rio Branco	_	Campeonato Campista	_ Ary de Oliveira e Souza. (2)
- 26/09/1972	:	Americano	0	x	0	Rio Branco	_	Campeonato Campista	_	Ary de Oliveira e Souza. (2)
- 30/09/1972	:	Americano	0	x	0	Rio Branco	_	Campeonato Campista	_	Sem registro. (2)
- 13/10/1972	:	Americano	1	x	3	Rio Branco	_	Campeonato Fluminense _	Ary de Oliveira e Souza. (2)
- 1973	:	Americano	2	x	1	Rio Branco	_	Campeonato Campista	_	Sem registro. (1)
- 1973	:	Americano	2	x	0	Rio Branco	_	Campeonato Campista	_	Sem registro. (1)
- 23/04/1973	:	Americano	1	x	1	Rio Branco	_	Campeonato Fluminense _	Ary de Oliveira e Souza. (2)
- 07/11/1973	:	Americano	2	x	3	Rio Branco	_	Campeonato Campista	_ Milton Barbosa. (2)
- 21/11/1973	:	Americano	0	x	0	Rio Branco	_	Campeonato Campista	_ Milton Barbosa. (2)
- 1974	:	Americano	4	x	0	Rio Branco	_	Campeonato Campista	_	Sem registro. (1)
- 08/02/1974	:	Americano	1	x	1	Rio Branco	_	Taça Cidade de Campos	_	Ângelo de Carvalho. (2)
- 05/03/1974	:	Americano	1	x	2	Rio Branco	_	Taça Cidade de Campos	_	Ângelo de Carvalho. (2)
- 16/06/1974	:	Americano	1	x	0	Rio Branco	_	Campeonato Campista	_	Ary de Oliveira e Souza. (2)
- 21/05/1975	:	Americano	3	x	1	Rio Branco	_	Taça Cidade de Campos	_	Ary de Oliveira e Souza. (2)
- 22/06/1975	:	Americano	1	x	2	Rio Branco	_	Campeonato Campista	_	Ary de Oliveira e Souza. (2)
- 10/08/1975	:	Americano	2	x	1	Rio Branco	_	Torneio Cidade de Campos	_	Sem registro. (2)
- 16/01/1976	:	Americano	0	x	0	Rio Branco	_	Campeonato Campista	_	Ary de Oliveira e Souza. (2)
- 19/07/1977	:	Americano	1	x	0	Rio Branco	_	Campeonato Campista	_	Godofredo Cruz. (2)
- 20/09/2003	:	Americano	2	x	1	Rio Branco	_	Campeonato Brasileiro 3ªD	_	Godofredo Cruz. (3)
- 01/10/2003	:	Americano	4	x	0	Rio Branco	_	Campeonato Brasileiro 3ªD	_	Godofredo Cruz.(3)
- 05/01/2011	:	Americano	1	x	1	Rio Branco	_	Amistoso	_	Godofredo Cruz.

Fontes

## Estatísticas
- Total de jogos : 124
- Vitórias do Americano: 61
- Vitórias do Rio Branco: 33
- Empates : 30
- Gols do Americano: 226
- Gols do Rio Branco : 142
- Maior goleada do Americano : 6 a 0 em 1919, Campeonato Campista.
- Maior goleada do Rio Branco : 4 a 1 em 8 de julho de 1956, Campeonato Campista.